# Bar Code
Bar Code est une série de bande dessinée de bande dessinée de science-fiction écrite par Massimiliano De Giovanni, dessinée par Andrea Accardi et colorisée par Stamb. Son unique volume a été publié en 2006 par l'éditeur français Soleil.

## Albums
- Bar Code, Productions , coll. « Soleil levant » :

1. L'Enfant Dieu, 2006  (ISBN 2-84946-343-4).

### Documentation
- Laurent Boileau, « Bar Code - T1 : L’Enfant Dieu », sur Actua BD, 11 février 2006.
- Benoît Cassel, « Bar Code T1 : L'enfant Dieu », sur Planète BD, 6 février 2006.
- Petitboulet, « Bar Code 1. L'Enfant Dieu », sur BD Gest, 13 février 2006.